# Fehéroroszország a 2018. évi téli olimpiai játékokon
Fehéroroszország a dél-koreai Phjongcshangban megrendezett 2018. évi téli olimpiai játékok egyik részt vevő nemzete volt. Az országot az olimpián 6 sportágban 33 sportoló képviselte, akik összesen 3 érmet szereztek.

## Érmesek
| Érem  | Versenyző                                                           | Sportág      | Versenyszám             |
| ----- | ------------------------------------------------------------------- | ------------ | ----------------------- |
| Arany | Nadzeja Szkardzina Irina Krivko Dzinara Alimbekava Darja Domracsava | Biatlon      | Női 4 × 6 km váltó      |
| Arany | Hanna Huskova                                                       | Síakrobatika | Női ugrás               |
| Ezüst | Darja Domracsava                                                    | Biatlon      | Női 12,5 km tömegrajtos |

## Alpesisí
Férfi
| Versenyző        | Versenyszám            | 1. futam | 1. futam | 2. futam | 2. futam | Összesítés | Összesítés |
| Versenyző        | Versenyszám            | Idő      | Hely.    | Idő      | Hely.    | Idő        | Helyezés   |
| ---------------- | ---------------------- | -------- | -------- | -------- | -------- | ---------- | ---------- |
| Yuri Danilochkin | Lesiklás               |          |          |          |          | 1:45,86    | 44.        |
| Yuri Danilochkin | Szuperóriás-műlesiklás |          |          |          |          | 1:30,13    | 42.        |
| Yuri Danilochkin | Óriás-műlesiklás       | 1:19,45  | 64.      | 1:17,44  | 53.      | 2:36,89    | 54.        |
| Yuri Danilochkin | Műlesiklás             | 55,42    | 41.      | 56,73    | 32.      | 1:52,15    | 33.        |

| Versenyző        | Versenyszám | Lesiklás | Lesiklás | Műlesiklás | Műlesiklás | Összesítés | Összesítés |
| Versenyző        | Versenyszám | Idő      | Hely.    | Idő        | Hely.      | Idő        | Helyezés   |
| ---------------- | ----------- | -------- | -------- | ---------- | ---------- | ---------- | ---------- |
| Yuri Danilochkin | Összetett   | 1:22,78  | 48.      | 55,94      | 35.        | 2:18,72    | 34.        |

Női
| Versenyző      | Versenyszám            | 1. futam | 1. futam | 2. futam | 2. futam | Összesítés | Összesítés |
| Versenyző      | Versenyszám            | Idő      | Hely.    | Idő      | Hely.    | Idő        | Helyezés   |
| -------------- | ---------------------- | -------- | -------- | -------- | -------- | ---------- | ---------- |
| Marija Skanava | Szuperóriás-műlesiklás |          |          |          |          | nem indult | nem indult |
| Marija Skanava | Óriás-műlesiklás       | 1:18,17  | 45.      | 1:14,16  | 35.      | 2:32,33    | 38.        |
| Marija Skanava | Műlesiklás             | 52,50    | 30.      | 51,71    | 27.      | 1:44,21    | 28.        |

## Biatlon
Férfi
| Versenyző                                                          | Versenyszám            | Időeredmény | Lövőhiba    | Helyezés |
| ------------------------------------------------------------------ | ---------------------- | ----------- | ----------- | -------- |
| Sergey Bocharnikov                                                 | 10 km sprint           | 25:20,9     | 2 (1+1)     | 42.      |
| Sergey Bocharnikov                                                 | 12,5 km üldözőverseny  | 37:15,6     | 6 (1+3+0+2) | 37.      |
| Sergey Bocharnikov                                                 | 20 km egyéni indításos | 50:25,3     | 1 (0+0+0+1) | 18.      |
| Vladimir Chepelin                                                  | 10 km sprint           | 25:04,8     | 2 (1+1)     | 34.      |
| Vladimir Chepelin                                                  | 12,5 km üldözőverseny  | 37:04,6     | 6 (0+0+3+3) | 36.      |
| Vladimir Chepelin                                                  | 20 km egyéni indításos | 51:27,9     | 3 (1+0+1+1) | 30.      |
| Anton Smolski                                                      | 10 km sprint           | 25:05,9     | 1 (1+0)     | 35.      |
| Anton Smolski                                                      | 12,5 km üldözőverseny  | 36:44,1     | 3 (1+1+1+0) | 33.      |
| Maksim Varabei                                                     | 20 km egyéni indításos | 52:01,3     | 3 (0+2+0+1) | 39.      |
| Raman Yaliotnau                                                    | 10 km sprint           | 26:12,6     | 6 (2+4)     | 71.      |
| Raman Yaliotnau                                                    | 20 km egyéni indításos | 52:57,6     | 5 (1+2+1+1) | 52.      |
| Sergey Bocharnikov Vladimir Chepelin Anton Smolski Raman Yaliotnau | 4 × 7,5 km váltó       | 1:20:06,0   | 15 (8+7)    | 8.       |

Női
| Versenyző                                                           | Versenyszám            | Időeredmény | Lövőhiba    | Helyezés |
| ------------------------------------------------------------------- | ---------------------- | ----------- | ----------- | -------- |
| Dzinara Alimbekava                                                  | 15 km egyéni indításos | 47:04,0     | 4 (1+1+1+1) | 56.      |
| Darja Domracsava                                                    | 7,5 km sprint          | 21:52,4     | 2 (1+1)     | 9.       |
| Darja Domracsava                                                    | 10 km üldözőverseny    | 34:26,8     | 6 (0+1+1+4) | 37.      |
| Darja Domracsava                                                    | 15 km egyéni indításos | 44:57,8     | 4 (0+0+1+3) | 27.      |
| Darja Domracsava                                                    | 12,5 km tömegrajtos    | 35:41,8     | 1 (0+0+1+0) |          |
| Irina Krivko                                                        | 7,5 km sprint          | 22:17,4     | 1 (0+1)     | 17.      |
| Irina Krivko                                                        | 10 km üldözőverseny    | 32:54,0     | 2 (1+0+0+1) | 17.      |
| Irina Krivko                                                        | 15 km egyéni indításos | 45:26,0     | 3 (0+2+0+1) | 36.      |
| Irina Krivko                                                        | 12,5 km tömegrajtos    | 39:04,0     | 4 (3+1+0+0) | 26.      |
| Nadzeya Pisareva                                                    | 7,5 km sprint          | 23:29,1     | 2 (0+2)     | 52.      |
| Nadzeya Pisareva                                                    | 10 km üldözőverseny    | 35:10,3     | 3 (2+0+0+1) | 44.      |
| Nadzeja Szkardzina                                                  | 7,5 km sprint          | 23:07,8     | 3 (2+1)     | 36.      |
| Nadzeja Szkardzina                                                  | 10 km üldözőverseny    | 32:42,7     | 1 (0+0+1+0) | 14.      |
| Nadzeja Szkardzina                                                  | 15 km egyéni indításos | 43:40,2     | 1 (0+0+0+1) | 10.      |
| Nadzeja Szkardzina                                                  | 12,5 km tömegrajtos    | 36:10,9     | 0 (0+0+0+0) | 7.       |
| Dzinara Alimbekava Darja Domracsava Irina Krivko Nadzeja Szkardzina | 4 × 6 km váltó         | 1:12:03,4   | 9 (3+6)     |          |

Vegyes
| Versenyző                                                                | Versenyszám  | Időeredmény | Lövőhiba | Helyezés |
| ------------------------------------------------------------------------ | ------------ | ----------- | -------- | -------- |
| Sergey Bocharnikov Vladimir Chepelin Darja Domracsava Nadzeja Szkardzina | Vegyes váltó | 1:09:29,8   | 3 (2+1)  | 5.       |

## Gyorskorcsolya
Férfi
| Versenyző         | Versenyszám | Eredmény | Helyezés |
| ----------------- | ----------- | -------- | -------- |
| Ignat Golovatsiuk | 500 m       | 35,23    | 22.      |
| Ignat Golovatsiuk | 1000 m      | 1:10,140 | 28.      |

Női
| Versenyző          | Versenyszám | Eredmény | Helyezés |
| ------------------ | ----------- | -------- | -------- |
| Kseniya Sadouskaya | 500 m       | 39,64    | 30.      |
| Maryna Zuyeva      | 1500 m      | kizárták | kizárták |
| Maryna Zuyeva      | 3000 m      | 4:05,96  | 11.      |
| Maryna Zuyeva      | 5000 m      | 7:04,41  | 7.       |

Tömegrajtos
| Versenyző           | Versenyszám | Elődöntő | Elődöntő | Elődöntő | Döntő   | Döntő   | Döntő    |
| Versenyző           | Versenyszám | Pont     | Idő      | Hely.    | Pont    | Idő     | Helyezés |
| ------------------- | ----------- | -------- | -------- | -------- | ------- | ------- | -------- |
| Vitali Mikhailau    | Férfi       | 20       | 7:55,25  | 3.       | 1       | 7:53,38 | 7.       |
| Tatsiana Mikhailava | Női         | 0        | 8:33,93  | 11.      | kiesett | kiesett | kiesett  |
| Maryna Zuyeva       | Női         | 0        | 8:54,38  | 8.       | 3       | 8:41,73 | 6.       |

## Rövidpályás gyorskorcsolya
Férfi
| Versenyző        | Versenyszám | Előfutam | Előfutam | Elődöntő | Elődöntő | B döntő | B döntő | Döntő   | Döntő   | Helyezés |
| Versenyző        | Versenyszám | Idő      | Hely.    | Idő      | Hely.    | Idő     | Hely.   | Idő     | Hely.   | Helyezés |
| ---------------- | ----------- | -------- | -------- | -------- | -------- | ------- | ------- | ------- | ------- | -------- |
| Maksim Siarheyeu | 1500 m      | 2:15,242 | 5.       | kiesett  | kiesett  | kiesett | kiesett | kiesett | kiesett | 28.      |

## Síakrobatika
Ugrás
| Versenyző                | Versenyszám | Selejtező  | Selejtező  | Selejtező  | Selejtező  | Döntő      | Döntő      | Döntő      | Döntő      | Döntő      | Helyezés |
| Versenyző                | Versenyszám | 1. forduló | 1. forduló | 2. forduló | 2. forduló | 1. forduló | 1. forduló | 2. forduló | 2. forduló | 3. forduló | Helyezés |
| Versenyző                | Versenyszám | Pont       | Hely.      | Pont       | Hely.      | Pont       | Hely.      | Pont       | Hely.      | Pont       | Helyezés |
| ------------------------ | ----------- | ---------- | ---------- | ---------- | ---------- | ---------- | ---------- | ---------- | ---------- | ---------- | -------- |
| Maxim Gustik             | Férfi       | 92,92      | 18.        | 89,14      | 16.        | kiesett    | kiesett    | kiesett    | kiesett    | kiesett    | 22.      |
| Stanislau Hladchenko     | Férfi       | 126,11     | 4.         | kiemelt    | kiemelt    | 123,01     | 5.         | 126,70     | 3.         | 92,61      | 6.       |
| Anton Kusnyir            | Férfi       | 120,80     | 11.        | 121,27     | 7.         | kiesett    | kiesett    | kiesett    | kiesett    | kiesett    | 13.      |
| Hanna Huskova            | Női         | 100,45     | 2.         | kiemelt    | kiemelt    | 94,15      | 1          | 85,05      | 4          | 96,14      |          |
| Aliaksandra Ramanouskaya | Női         | 38,85      | 24.        | 83,65      | 8.         | kiesett    | kiesett    | kiesett    | kiesett    | kiesett    | 14.      |
| Ala Cuper                | Női         | 77,90      | 15.        | 99,37      | 1.         | 90,82      | 3          | 84,00      | 5          | 59,94      | 4.       |

## Sífutás
Távolsági
Férfi
| Versenyző          | Versenyszám | Klasszikus    | Klasszikus    | Szabad        | Szabad        | Összesen      | Összesen      |               |
| Versenyző          | Versenyszám | Idő           | Hely.         | Idő           | Hely.         | Idő           | Helyezés      |               |
| ------------------ | ----------- | ------------- | ------------- | ------------- | ------------- | ------------- | ------------- | ------------- |
| Yury Astapenka     | 15 km       |               |               |               |               | 37:04,0       | 52.           |               |
| Yury Astapenka     | 30 km       | 44:35,3       | 54.           | 38:37,2       | 49.           | 1:23:12,5     | 47.           |               |
| Sergei Dolidovich  | 30 km       | nem ért célba | nem ért célba | nem ért célba | nem ért célba | nem ért célba | nem ért célba | nem ért célba |
| Michail Semenov    | 15 km       |               |               |               |               | 36:25,8       | 38.           |               |
| Michail Semenov    | 30 km       | 43:44,1       | 48.           | 37:27,9       | 37.           | 1:21:12,0     | 42.           |               |
| Michail Semenov    | 50 km       |               |               |               |               | 2:22:51,2     | 40.           |               |
| Aliaksandr Voranau | 15 km       |               |               |               |               | 38:05,5       | 69.           |               |

Női
| Versenyző                                                                    | Versenyszám    | Klasszikus | Klasszikus | Szabad  | Szabad | Összesen      | Összesen      |
| Versenyző                                                                    | Versenyszám    | Idő        | Hely.      | Idő     | Hely.  | Idő           | Helyezés      |
| ---------------------------------------------------------------------------- | -------------- | ---------- | ---------- | ------- | ------ | ------------- | ------------- |
| Valiantsina Kaminskaya                                                       | 10 km          |            |            |         |        | 30:01,6       | 70.           |
| Valiantsina Kaminskaya                                                       | 30 km          |            |            |         |        | 1:42:27,6     | 45.           |
| Polina Seronosova                                                            | 10 km          |            |            |         |        | 28:22,8       | 48.           |
| Polina Seronosova                                                            | 15 km          | 23:09,8    | 37.        | 21:53,8 | 57.    | 45:34,9       | 46.           |
| Polina Seronosova                                                            | 30 km          |            |            |         |        | 1:39:36,0     | 40.           |
| Yulia Tikhonova                                                              | 10 km          |            |            |         |        | 28:07,0       | 40.           |
| Yulia Tikhonova                                                              | 15 km          | 23:29,6    | 40.        | 20:54,2 | 37.    | 44:57,1       | 42.           |
| Yulia Tikhonova                                                              | 30 km          |            |            |         |        | nem ért célba | nem ért célba |
| Valiantsina Kaminskaya Anastasia Kirillova Polina Seronosova Yulia Tikhonova | 4 × 5 km váltó |            |            |         |        | 57:56,1       | 14.           |

Sprint
| Versenyző                         | Versenyszám         | Selejtező | Selejtező | Negyeddöntő | Negyeddöntő | Elődöntő | Elődöntő | Döntő   | Döntő    |
| Versenyző                         | Versenyszám         | Idő       | Hely.     | Idő         | Hely.       | Idő      | Hely.    | Idő     | Helyezés |
| --------------------------------- | ------------------- | --------- | --------- | ----------- | ----------- | -------- | -------- | ------- | -------- |
| Aliaksandr Voranau                | Férfi egyéni sprint | 3:17,12   | 26.       | 3:14,95     | 5.          | kiesett  | kiesett  | kiesett | 23.      |
| Yury Astapenka Michail Semenov    | Férfi csapatsprint  |           |           |             |             | 16:32,31 | 7.       | kiesett | 14.      |
| Valiantsina Kaminskaya            | Női egyéni sprint   | 3:32,80   | 47.       | kiesett     | kiesett     | kiesett  | kiesett  | kiesett | 47.      |
| Anastasia Kirillova               | Női egyéni sprint   | 3:28,98   | 40.       | kiesett     | kiesett     | kiesett  | kiesett  | kiesett | 40.      |
| Polina Seronosova                 | Női egyéni sprint   | 3:29,44   | 41.       | kiesett     | kiesett     | kiesett  | kiesett  | kiesett | 41.      |
| Yulia Tikhonova                   | Női egyéni sprint   | 3:27,19   | 35.       | kiesett     | kiesett     | kiesett  | kiesett  | kiesett | 35.      |
| Polina Seronosova Yulia Tikhonova | Női csapatsprint    |           |           |             |             | 17:33,63 | 8.       | kiesett | 16.      |